# Tucumana
Tucumanas, empanadas tucumanas o empanada de jigote es la denominación de al menos dos variedades de empanadas en los países de Argentina y Bolivia. En Bolivia las empanadas con ésta denominación se elaboran fritas y son consumidas como platillo de comida rápida en diferentes ciudades del país. En Argentina son conocidas como empanadas tucumanas la variedad de empanadas horneadas características de la Provincia de Tucumán.

## Denominación
Se cree que la denominación de ésta variedad de empanada se debe a alguna receta de empanadas argentinas que pudo haber servido de inspiración, pero actualmente la preparación no corresponde con ninguna de ellas.

## Antecedentes
Las empanadas llegaron a Sudamérica en el tiempo de la colonia, y a España por las invasiones árabes.
Las tucumanas son originariamente del norte de Argentina. La historia habla de una señora originaria de Tucumán, que vendía estas exquisitas empanadas y cuando las personas querían comerlas decían “vamos a la tucumana”.[cita requerida]

## Características en Bolivia
Las tucumanas son empanadas fritas de venta callejera, llevan relleno de papa, verduras y alguna variedad de carne entre las que se puede encontrar: carne de res, carne de pollo, charque y también huevo. Estas también pueden ser mixtas, que llevan dos tipos de carnes, y ají. Algunos negocios de mayor formalidad han realizado innovaciones incluyendo diferentes ingredientes.
Una de las características del platillo es que se come en el quiosco donde se expende abriendo la empanada y agregándole salsas a disposición de los comensales en el mismo lugar repetidas veces, su horario de expendio es la mañana, suelen consumirse como alimento de media mañana en La Paz.
El relleno de las empandas es precocido antes de ponerse en la empanada para repulgarse y freírse.
Las salsas disponibles son variadas y pueden incluir: llajua, mostaza, pepino y tomate, ají de maní, salsa de aceituna, y otras.
Existen numerosos coches ambulantes de venta temporal de tucumanas en La Paz, y durante los últimos años se han establecido algunos lugares fijos bajo la figura de restaurantes con venta exclusiva de tucumanas como las que se expenden el tradicional paseo de El Prado.
En la ciudad de Tarija, también existen comercios de estas empanadas, con al menos 40 años de antigüedad y su comercialización en la ciudad de Santa Cruz es bastante popular.

## Características en Argentina
En Argentina se conoce como empanadas tucumanas a una variedad de empanadas horneadas elaboradas y consumidas en la provincia de Tucumán, localidad conocida en Argentina como la capital nacional de la empanada. Estas empanadas se elaboran en horno de barro y en 2008 establecieron una receta oficial: 
“Desde ese momento se fijó que la empanada tucumana se hace con carne de matambre cortada a cuchillo, cebolla de verdeo, cebolla blanca, huevo duro, comino y pimentón”